# Линогравюра
Линогравюра — способ гравирования на линолеуме или на сходных с ним полимерно-пластических материалах. В искусстве графики и в полиграфии — разновидность и техника гравирования, относящиеся к виду гравюры высокой печати.

## История возникновения и особенности техники
Линогравюра как разновидность художественной графики возникла на рубеже XIX—XX веков в связи с изобретением линолеума. В этой технике художник-гравёр пользуется, как и в традиционной ксилографии (гравюре на дереве), штихелями, но использует не деревянную доску, а линолеум или иные виды синтетического пластика, обычно толщиной от 2,5 до 5 мм. Линолеум, в отличие от твёрдого дерева, мягок и пластичен, что значительно облегчает работу, а дешевизна материала позволяет применять большие плоскости. Отсюда главная особенность художественной линогравюры — возможность использовать крупные пятна чёрного и белого тона, сочный контур, широкий, даже крупный, и свободный штрих. В то же время, линогравюра позволяет работать и традиционным тонким, продольным или перекрёстным штрихом, в том числе и мелким. Недостатком этой техники является мягкость печатной формы: даже при небольшом давлении ручного печатного пресса линолеум слегка деформируется. Поэтому большие тиражи в линогравюре невозможны, а для книжной графики незаменимой остаётся техника ксилографии.
При печати линогравюры используют те же типографские краски, что и в ксилографии. Накатывают краску на линолеум вручную валиком, при этом важно регулировать количество краски, наносимой на линогравюру: её не должно быть много, чтобы не залить мелкий штрих, и не должно быть мало, чтобы не возникли непропечатки. Поэтому опытные художники всегда печатают авторский тираж сами, иногда используя приёмы, впервые отработанные в традиционной японской цветной гравюре на дереве: различные «затяжки» и плавные переходы тона подобно акварели при накатывании красок валиком.
В истории искусства известны как чёрно-белая, так и цветная линогравюра. Полихромное изображение вначале получали раскраской оттисков акварелью от руки (этот приём в России успешно использовала А. П. Остроумова-Лебедева), а затем стали использовать печать с нескольких «досок», обычно в три-четыре краски — для каждого цвета гравируется своя «доска». Для совпадения оттисков при многократной печати, как и в цветной литографии, используют иглы и маленькие отверстия на печатной форме и на оттисках. В США пионером многоцветной линогравюры стал в 1940-х годах Уолтер Андерсон, его работы в 1949 году были показаны в Бруклинском музее.

## Развитие линогравюры
Впервые технику линогравюры стали широко применять в 1905 году художники немецкой группы «Мост». Это было сделано в связи с необходимостью использования гравюры для печати крупноформатных плакатов, которые превосходили по площади доски продольного, а тем более собранные из поперечных распилов дерева, применявшиеся в торцовой ксилографии.
В России первым начал применять технику линогравюры ученик Василия Матэ Н. Шевердяев. Его работы были показаны в Париже в 1907 году. Подробно разрабатывал технику линогравюры Иван Павлов. С 1909 года Павлов, работая в типографии Ивана Сытина, стал применять для обложек и иллюстраций в детских книгах линогравюру вместо использовавшихся ранее литографии и цинкографии. В 1914 году был выпущен календарь на 1916 год «Царь-колокол» с двенадцатью цветными линогравюрами Павлова. В издательстве Иосифа Кнебеля Павлов начал печатать линогравюры на переплётах книг. Популярность линогравюры в издательском деле возросла в первые послереволюционные годы по причине нехватки цинка. Методом линогравюры иллюстрировался журнал «Творчество» (Москва, 1918—1922). В дальнейшем эту технику для создания станковых гравюр, и особенно в книжной иллюстрации, использовали Елизавета Кругликова, Борис Кустодиев.
Выдающиеся мастера старой школы, в том числе объединения «Мир искусства», также осваивали новую технику: Виктор Замирайло, Алексей Кравченко, Дмитрий Митрохин.
Цветную линогравюру одним из первых в России стал использовать Вадим Фалилеев.
Выдающийся русский ксилограф Владимир Андреевич Фаворский также в последние годы стал экспериментировать с гравюрой на линолеуме. Его последователи (официально не входившие в «школу Фаворского»): Гурий Захаров и Илларион Голицын стали применять метод и манеру Фаворского в новой, упрощённой и более современной технике, создав, тем самым, новую московскую школу печатной графики.
Другими художниками, работавшими в технике линогравюры, были Дмитрий Брюханов, Александр Дейнека, Пётр Староносов, Константин Костенко, Лидия Ильина, Нина Новосельская, Валентин Васильев.
За рубежом в технике линогравюры работали Анри Матисс, Пабло Пикассо, Франс Мазерель, немецкие экспрессионисты (Фриц Блейль, Карл Шмидт-Ротлуф), Морис Эшер, Сибил Эндрюс, Анхель Ботельо, Валенти Анджело, Ханс Эшенборн, Торстен Биллман, Карлос Кортес, Дженет Эриксон, американская группа Folly Cove Designers, Яков Гнездовский, Хелми Ювонен, Уильям Кермоуд, Сирил Пауэр, Эверет Рюсс, Ирэна Сибли, Ханна Томпкинс. Среди современных художников линогравюру активно используют Георг Базелиц, Стэнли Донвуд, Билл Файк, Батухан Баймен. Баймен работает в технике цветной крупномасштабной линогравюры.